# Нейден (Финляндия)
Это статья о финском населённом пункте Näätämö. О норвежском населённом пункте Neiden см. статью Нейден.
Не́йден, или Ня́атямё, или Ня́ятямё (фин. Näätämö, норв. Neiden, инари-саам. Njiävđám, колтта-саам. Njauddâm, северносаам. Njávdán) — населённый пункт в Финляндии в северо-восточной части Скандинавского полуострова, на севере общины (муниципалитета) Инари провинции Лапландия, в нескольких километрах от границы с Норвегией. Посёлок находится в 150 км к северо-востоку от административного центра этой общины посёлка Инари.

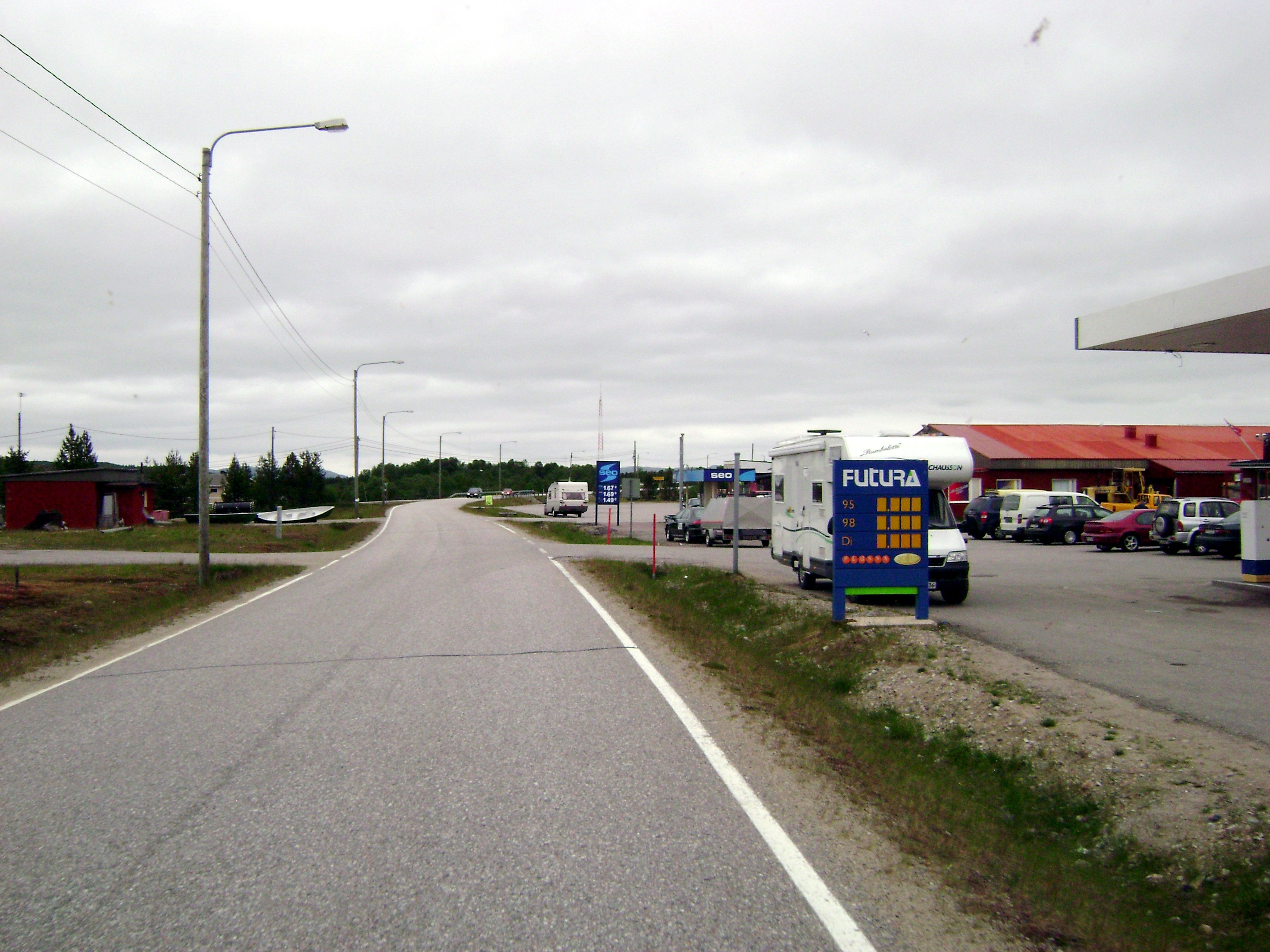
Супермаркет и АЗС в финском Нейдене на региональной трассе 971

Население Нейдена составляют саамы и финны.

## Исторические сведения
Финский и одноимённый норвежский населённый пункт исторически были единым поселением, однако в настоящее время разделены норвежско-финской границей. Норвежская часть посёлка относится к коммуне (муниципалитету) Сёр-Варангер фюльке Финнмарк.

## Современное состояние
Через посёлок проходит региональная трасса 971, которая начинается в населённом пункте Кааманен (примерно в тридцати километрах к северу от посёлка Инари) и идёт до норвежской границы (на норвежской стороне трасса 971 переходит в трассу 893 и в 10,5 км от границы, в районе норвежского Нейдена, заканчивается, стыкуясь с норвежской частью Европейского маршрута E06).
В посёлке имеются два супермаркета, автозаправочная станция, а также мотель с рестораном.